# Campeonato Sudamericano de Voleibol Femenino Pre Infantil de 2014
El Campeonato Sudamericano de Voleibol Femenino Pre-Infantil de 2014 fue la I edición del torneo de voleibol femenino de selecciones categoría sub-15, se llevó a cabo del 6 al 9 de noviembre en la ciudad peruana de Chosica. El evento es organizado por la Federación Peruana de Voleibol bajo la supervisión de la Confederación Sudamericana de Voleibol (CSV). La selección de Perú se consagró campeona del certamen al vencer en la final a su par de Argentina por 3 sets a cero.

## Equipos participantes
Son 5 las selecciones participantes en el torneo:
- Argentina
- Bolivia
- Chile
- Perú (local)
- Uruguay

## Formato de competición
El torneo se desarrolla dividido en 2 fases: Fase clasificatoria y Fase final.
En la fase clasificatoria los 5 equipos se enfrentan con un sistema de todos contra todos, clasifican a la fase final los 4 equipos que obtengan mayor puntaje.
La fase final comprende las semifinales, el partido por el tercer lugar y la final. En las semifinales se enfrentan el primer contra el cuarto lugar y el segundo contra el tercer lugar según las posiciones que hayan ocupado los equipos en la fase clasificatoria.
A diferencia de torneos de categorías mayores, en este campeonato los partidos solo consisten en dos sets y en caso de empate se juega un tercer sets a 15 puntos, excepto en los partidos por el tercer puesto y la final donde se juega con el sistema convencional del mejor de 5 sets.

## Calendario
El calendario fue presentado por la Federación Peruana de Voleibol el 29 de octubre de 2014.
| Fase                        | Fechas                  |
| --------------------------- | ----------------------- |
| Fase clasificatoria         | Del 6 al 8 de noviembre |
| Semifinales                 | 8 de noviembre          |
| Partido por el tercer lugar | 9 de noviembre          |
| Final                       | 9 de noviembre          |

## Fase clasificatoria
- Sede: Coliseo Carmela Estrella, Chosica, Perú.
- Las horas indicadas corresponden al huso horario local del Perú (Tiempo del Perú – PET): UTC-5

     – Clasificados a la Fase final.
|     |           |     | Partidos | Partidos | Partidos | Sets | Sets | Sets  | Puntos | Puntos | Puntos |
| Pos | Equipo    | Pts | PJ       | PG       | PP       | SG   | SP   | Ratio | PG     | PP     | Ratio  |
| --- | --------- | --- | -------- | -------- | -------- | ---- | ---- | ----- | ------ | ------ | ------ |
| 1   | Argentina | 8   | 4        | 4        | 0        | 8    | 0    | MAX   | 200    | 116    | 1.724  |
| 2   | Perú      | 7   | 4        | 3        | 1        | 6    | 3    | 2.000 | 199    | 153    | 1.301  |
| 3   | Chile     | 6   | 4        | 2        | 2        | 4    | 6    | 0.667 | 173    | 215    | 0.805  |
| 4   | Bolivia   | 5   | 4        | 1        | 3        | 4    | 5    | 0.800 | 183    | 211    | 0.867  |
| 5   | Uruguay   | 4   | 4        | 0        | 4        | 1    | 8    | 0.125 | 147    | 207    | 0.710  |

| Fecha          | Hora  | Partido   | Partido   | Partido   | Sets  | Sets  | Sets  | Puntuación total | Reporte |
| Fecha          | Hora  |           | Resultado |           | 1     | 2     | 3     | Puntuación total | Reporte |
| -------------- | ----- | --------- | --------- | --------- | ----- | ----- | ----- | ---------------- | ------- |
| 6 de noviembre | 9:30  | Argentina | 2 – 0     | Chile     | 25-12 | 25-13 | -     | 50 – 25          |         |
| 6 de noviembre | 10:30 | Uruguay   | 0 – 2     | Perú      | 12-25 | 11-25 | -     | 23 – 50          |         |
| 6 de noviembre | 16:30 | Bolivia   | 0 – 2     | Argentina | 14-25 | 12-25 | -     | 26 – 50          |         |
| 6 de noviembre | 18:00 | Chile     | 0 – 2     | Perú      | 13-25 | 14-25 | -     | 27 – 50          |         |
| 7 de noviembre | 9:30  | Argentina | 2 – 0     | Uruguay   | 25-14 | 25-12 | -     | 50 – 26          |         |
| 7 de noviembre | 10:30 | Bolivia   | 1 – 2     | Chile     | 15-25 | 25-23 | 14-16 | 54 – 64          |         |
| 7 de noviembre | 16:30 | Uruguay   | 0 – 2     | Bolivia   | 16-25 | 21-25 | -     | 37 – 50          |         |
| 7 de noviembre | 18:00 | Perú      | 0 – 2     | Argentina | 22-25 | 17-25 | -     | 39 – 50          |         |
| 8 de noviembre | 10:00 | Perú      | 2 – 1     | Bolivia   | 20-25 | 25-15 | 15-13 | 60 – 53          |         |
| 8 de noviembre | 11:00 | Chile     | 2 – 1     | Uruguay   | 25-23 | 17-25 | 15-13 | 57 – 61          |         |

## Fase final
|  | Semifinales    | Semifinales    |   |                | Final          | Final          |  |
|  | 8 de noviembre | 8 de noviembre |   |                | 9 de noviembre | 9 de noviembre |  |
|  |                |                |   |                |                |                |  |
|  |                |                |   |                |                |                |  |
|  | Argentina      | 2              |   |                |                |                |  |
|  | Bolivia        | 0              |   |                |                |                |  |
|  |                |                |   |                |                |                |  |
|  |                |                |   |                |                |                |  |
|  |                |                |   |                | Argentina      | 0              |  |
|  |                | Perú           | 3 |                |                |                |  |
|  |                |                |   |                |                |                |  |
|  |                |                |   |                |                |                |  |
|  |                |                |   |                | Tercer lugar   |                |  |
|  |                |                |   | 9 de noviembre |                |                |  |
|  | Perú           | 2              |   | Chile          | 2              |                |  |
|  | Chile          | 0              |   |                | Bolivia        | 3              |  |

### Semifinales
| Fecha          | Hora  | Partido   | Partido   | Partido | Sets  | Sets  | Sets | Puntuación total | Reporte |
| Fecha          | Hora  |           | Resultado |         | 1     | 2     | 3    | Puntuación total | Reporte |
| -------------- | ----- | --------- | --------- | ------- | ----- | ----- | ---- | ---------------- | ------- |
| 8 de noviembre | 18:00 | Perú      | 2 – 0     | Chile   | 25-17 | 25-15 | -    | 50 – 32          |         |
| 8 de noviembre | 19:00 | Argentina | 2 – 0     | Bolivia | 25-17 | 25-18 | -    | 50 – 35          |         |

### Partido por el3.erpuesto
| Fecha          | Hora  | Partido | Partido   | Partido | Set   | Set   | Set  | Set   | Set   | Puntuación total | Reporte |
| Fecha          | Hora  |         | Resultado |         | 1     | 2     | 3    | 4     | 5     | Puntuación total | Reporte |
| -------------- | ----- | ------- | --------- | ------- | ----- | ----- | ---- | ----- | ----- | ---------------- | ------- |
| 9 de noviembre | 15:00 | Chile   | 2 – 3     | Bolivia | 25-21 | 25-11 | 9-25 | 22-25 | 11-15 | 92 – 97          |         |

### Final
| Fecha          | Hora  | Partido   | Partido   | Partido | Set   | Set   | Set   | Set | Set | Puntuación total | Reporte |
| Fecha          | Hora  |           | Resultado |         | 1     | 2     | 3     | 4   | 5   | Puntuación total | Reporte |
| -------------- | ----- | --------- | --------- | ------- | ----- | ----- | ----- | --- | --- | ---------------- | ------- |
| 9 de noviembre | 17:00 | Argentina | 0 – 3     | Perú    | 21-25 | 28-30 | 21-25 | -   | -   | 70 – 80          |         |

## Clasificación final
| Pos | Equipo    |
| --- | --------- |
| 1   | Perú      |
| 2   | Argentina |
| 3   | Bolivia   |
| 4   | Chile     |
| 5   | Uruguay   |

## Distinciones individuales
Fuente: CSV
| Distinción        | Nombre          | Equipo    |
| ----------------- | --------------- | --------- |
| MVP               | Kiara Montes    | Perú      |
| Mejor Central     | Claudia Palza   | Perú      |
| 2.ª Mejor Central | Candela Salinas | Argentina |
| Mejor Punta       | Ariagna Linares | Perú      |
| 2.ª Mejor Punta   | Brenda Churin   | Argentina |
| Mejor Armadora    | Pilar Cina      | Argentina |
| Mejor Líbero      | Coraima Hidalgo | Perú      |
| Mejor Opuesta     | Melisa Corzo    | Argentina |